# ملف اختبار إيكار
ملف الاختبار إيكار (بالإنجليزية: EICAR test file)‏ (الاسم الرسمي: ملف اختبار مضاد الفيروسات القياسي من إيكار (بالإنجليزية: EICAR Standard Anti-Virus Test File)‏) هو ملف تم تطويره من قبل المؤسسة الأوروبية لأبحاث مضادات فيروسات الحاسوب، لاختبار استجابة برنامج مضاد الفيروسات للحاسوب. الفكرة من وراءه هي السماح للأشخاص والشركات ومبرمجي مضادات الفيروسات باختبار برمجياتهم بدون الحاجة إلى استخدام فيروس حقيقي قد يسبب تدميراً فعلياً إذا لم يستجيب البرنامج بصورة صحيحة.
الملف عبارة عن ملف نصي يتكون من إما 68 أو 70 بايت هي عبارة عن ملف تنفيذي يسمى ملف COM يمكن تشغيله على أنظمة تشغيل مايكروسوفت. عند تشغيله سيتم طباعة "EICAR-STANDARD-ANTIVIRUS-TEST-FILE!" ثم يتوقف.
نص اختبار إيكار هو:
```
X5O!P%@AP[4\PZX54(P^)7CC)7}$EICAR-STANDARD-ANTIVIRUS-TEST-FILE!$H+H*
```

ويمكن عمله بواسطة برنامج المفكرة (نوت باد) وحفظه بامتداد .com أو تحميله من خلال موقع إيكار.